# Indolernaea gurayai
Indolernaea gurayai is een eenoogkreeftjessoort uit de familie van de Lernaeidae. De wetenschappelijke naam van de soort is voor het eerst geldig gepubliceerd in 1989 door Battish & Brar.